# Calzolaio

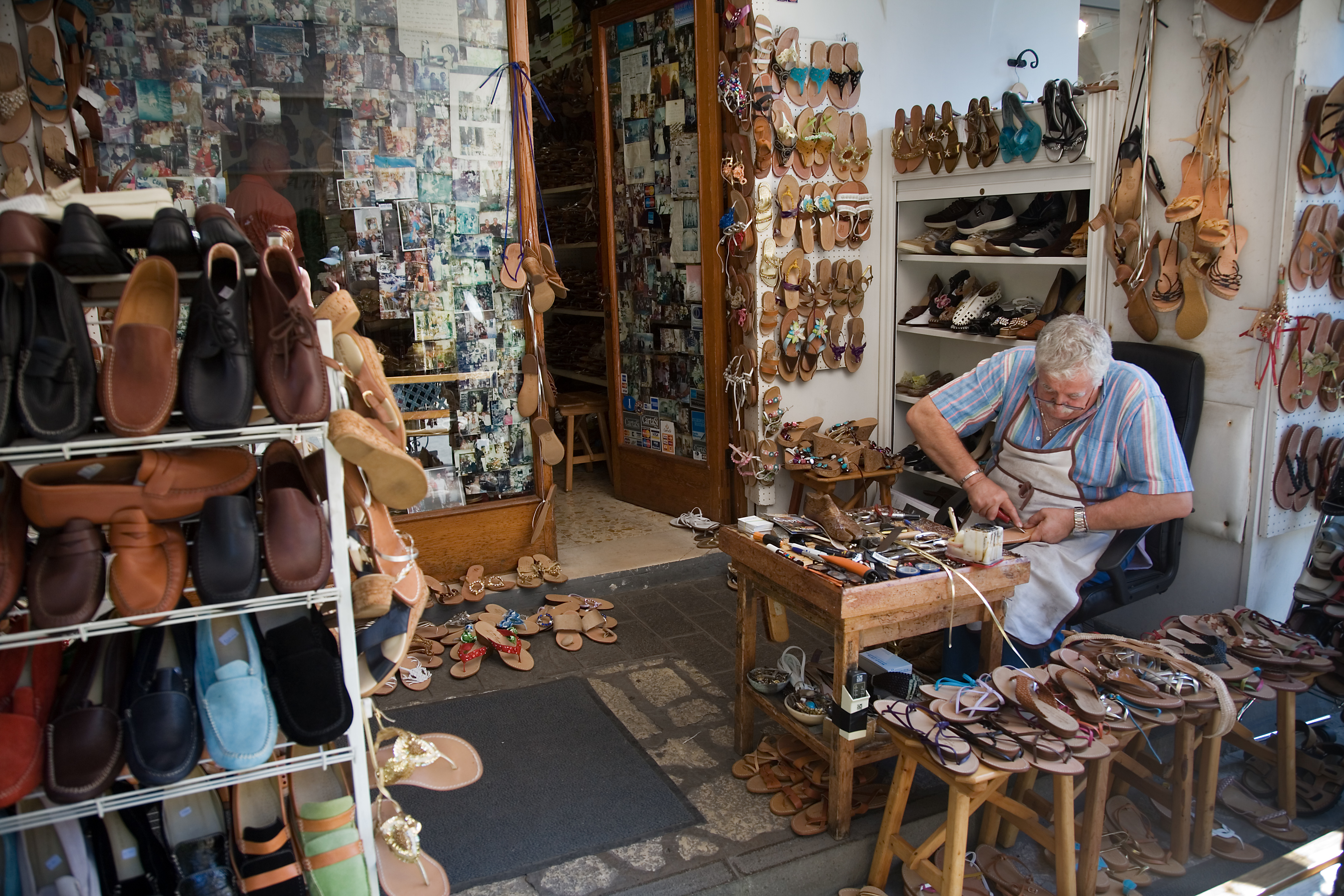
Un calzolaio lavora una suola di una calzatura a Capri in Campania, Italia

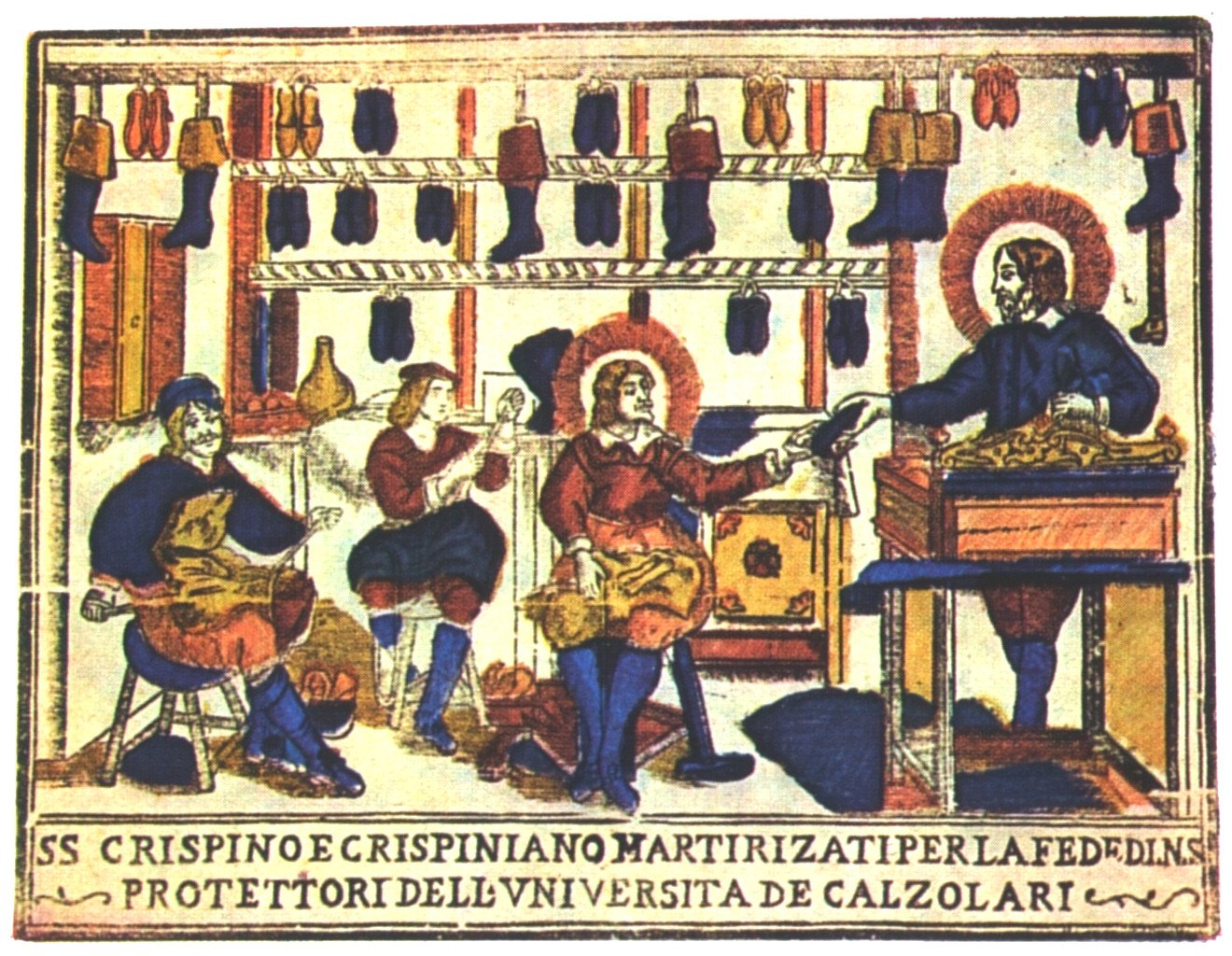
San Crispino e Crispiniano, protettori dei calzolai.

Il calzolaio (o ciabattino) è un artigiano che realizza e ripara scarpe ed accessori quali borse, cinture ed abbigliamento in pelle. 
Il termine calzoleria, riferito all'arte del calzolaio e al luogo dove lavora, si utilizza anche per indicare il negozio dove si vendono scarpe.

## Storia
Le prime corporazioni di persone che esercitavano questo mestiere sorsero nel Medioevo, quando San Crispino divenne il loro santo patrono. Ovviamente la realizzazione di una scarpa richiedeva numerose competenze tecniche da parte di un artigiano, dalla cui abilità dipendeva la qualità del prodotto finale. Tuttavia negli anni 1950 si sviluppò la produzione meccanizzata delle calzature, che comportò un ingente riduzione di tempo e costi produttivi, mettendo inevitabilmente in crisi i produttori artigianali.

## L'attività e la lavorazione

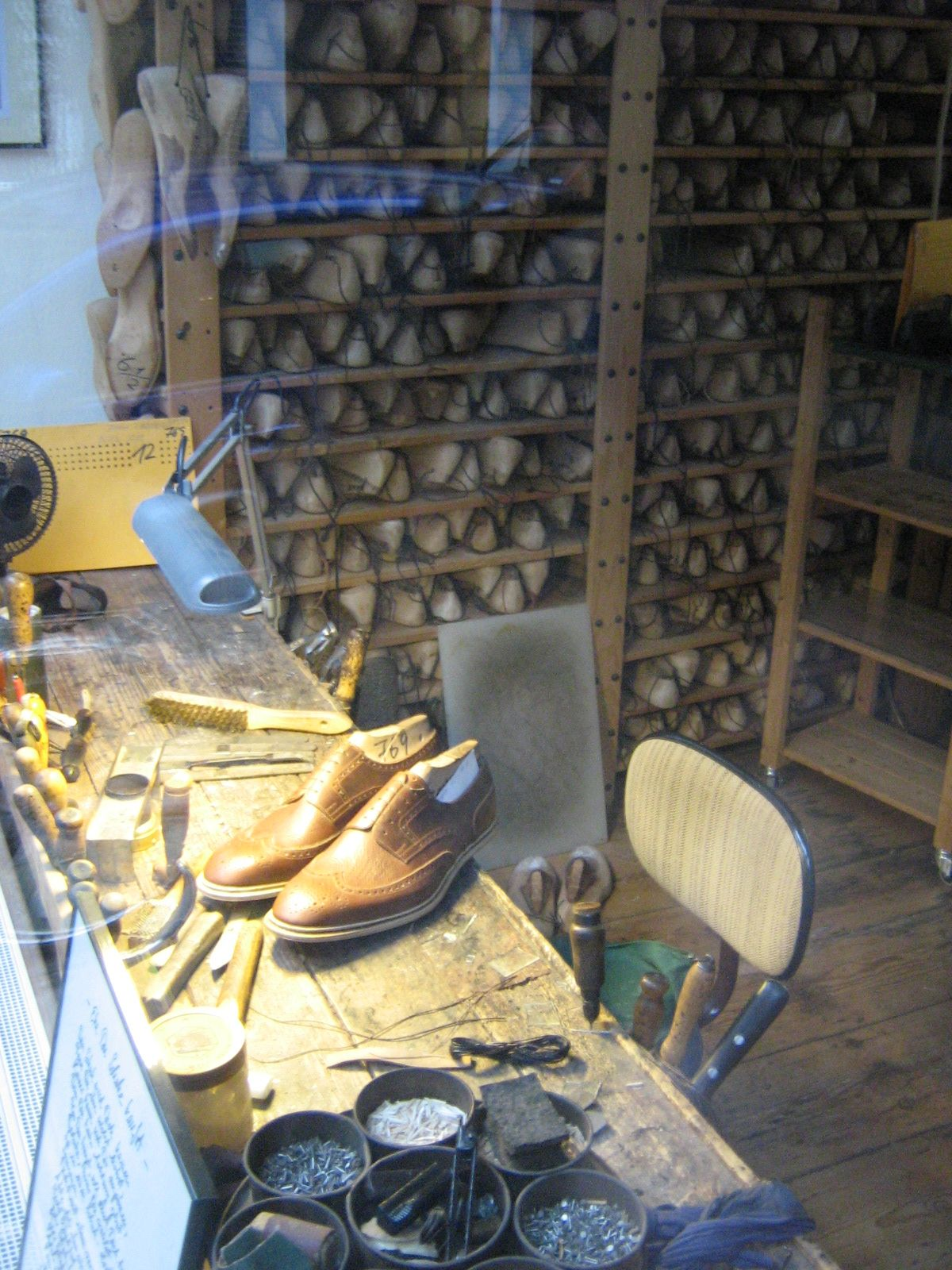
Calzoleria artigianale a Amburgo.

Le operazioni possono andare dalla sostituzione del soprattacco fino alla risuolatura completa in cuoio nonché, grazie alle nuove tecniche di incollaggio, la sostituzione dei fondi completi delle scarpe da trekking (scarponi da montagna) e delle calzature di tutti i giorni che hanno un fondo in gomma. I materiali che essi utilizzano di più sono il cuoio, la gomma e la pelle. La maggior parte dei calzolai che creano scarpe su misura utilizzano forme in legno o più comunemente in materiale plastico. Essi ricavano direttamente dalla forma il modello. Una volta estrapolato creano il modello in cartone di fibra per poi successivamente realizzare la tomaia. Alcuni calzolai inoltre sono muniti di software CAD/CAM.
All'inizio di tutte le fasi della lavorazione il calzolaio prende a mano le misure e le usa per realizzare le forme, che alla fine devono essere rimosse. Compito del modellatore è quello di scegliere le pelli più compatibili ed eliminarne i difetti. Usando degli stampi, taglia le parti più adatte a formare la suola e la tomaia, che deve essere particolarmente elastica. Di ogni pezzo prodotto vengono annotate le misure con un timbro. Le pelli sono di origine bovina, caprina o ovina, ma, se le prime due sono le più comuni grazie alla loro morbidezza ed uniformità, per le calzature di lusso si ricorre anche a pelli di altri mammiferi o animali come i rettili. Nella fase della sparatura si assottigliano i bordi dei vari pezzi di tomaia, che vengono uniti nella cosiddetta fase dell'orlatura, processo effettuato piegando e cucendo i bordi. I contrafforti, posti alle due estremità delle calzature, sono necessari per mantenere la forma della tomaia, che verrà ultimata con l'aggiunta di fodere, occhielli e ganci. Sempre usando uno stampo, si tagliano le suole di cuoio, che prima di essere usato viene bagnato ed asciugato lentamente. Sia la fodera che la tomaia devono essere adattati alla forma realizzata in precedenza, mediante battitura, martellatura e rimozione del materiale in eccesso, prima di cucirle col filo di lino. In seguito con la colla di caucciù si unisce il ripieno del fondo con la suola esterna, si applica una seconda cucitura e si aggiungono il tacco e il sopratacco. Infine si chiama finissaggio la fase di lucidatura e rifinitura della scarpa.

## Nel mondo

### Italia
In Italia esiste una università dei calzolai a Novara, città famosa per la tradizione centenaria di questo mestiere e per aver dato asilo all'artigiano bulgaro Stephen Zitzov. Un'altra città italiana che soprattutto un tempo fu importantissima in questo ruolo è Vigevano, dove è presente anche il Museo internazionale della calzatura.
I patroni dei calzolai sono i santi Crispino e Crispiniano.

## Personaggi famosi che hanno lavorato come calzolai

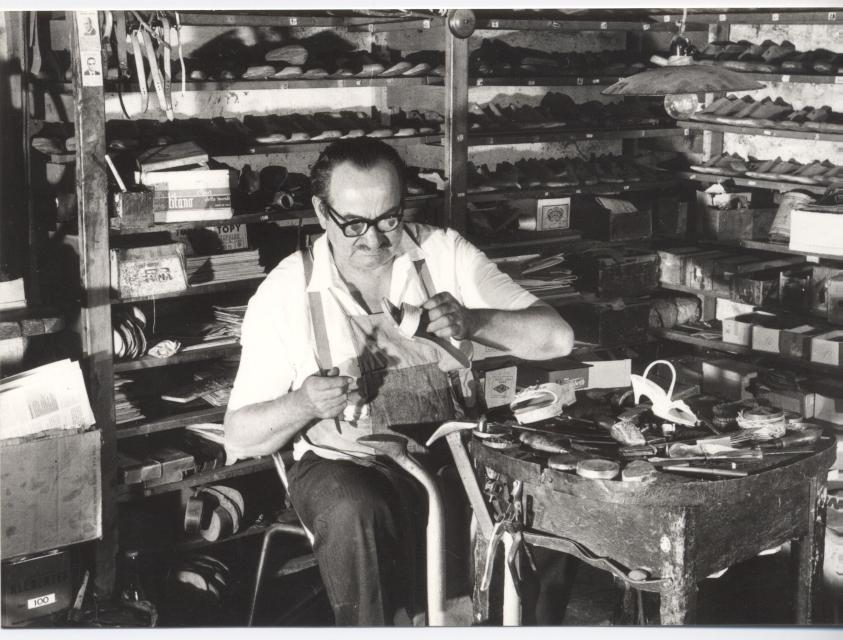
Calzolaio in Italia negli anni 70 del 1900

- Salvatore Capezio
- Angelo Musco
- Anselmo Ronchetti
- Jacob Böhme
- Hans Sachs
- Ciccio Ingrassia
- Salvatore Ferragamo